# Муратов Раднер Зінятович
Радне́р Зіня́тович Мура́тов (тат. Раднэр Зиннәт улы Моратов, Radner Zinnət ulı Moratov; 21 жовтня 1928, Ленінград, Російська РФСР — 10 грудня 2004, Москва, Росія) — радянський актор, Заслужений артист РСФСР.

## Біографія
Народився в татарській родині. Його батьком був Зіннат Муратов, студент Ленінградського політехнічного інституту, згодом перший секретар обкома Татарської АРСР.
У 1951 році закінчив у ВГІКу мастерську Михайла Ромма та Сергія Юткевича. Працював у Державному театрі кіноактора.
Відомий за фільмами «Максим Перепелиця», «Поєдинок», «Часе, вперед!», «Золоте теля», «Щит і меч», «12 стільців», «Будні карного розшуку»,«Зникла експедиція», «Золота річка», «Афоня», «Вічний поклик», «Не може бути!». Найвідомішою роллю Раднера Муратова став Василь Алібабаєвич з культової стрічки «Джентльмени удачі».
В 1986 р. Раднеру Муратову присвоєно звання Заслужений артист РСФСР. В останні роки актор жив бідно.
Помер від інсульту. Похований на Ніколо-Архангельському кладовищі.

## Фільмографія

### Ролі в кіно
- 1952 — «Композитор Глінка» — негр-паж
- 1953 — «Застава в горах» — Ахмет
- 1953 — «Чук та Гек» (короткометражний) — член геологорозвідувальної експедиції (нема в титрах)
- 1954 — «„Богатир“ йде в Марто» — Петя, радист
- 1955 — «Ляна» — Гріша
- 1955 — «Максим Перепелиця» — Таскіров
- 1956 — «Господарка готелю» — прислуга графа
- 1956 — «Перші радощі» — продавець кумису (епізод)
- 1957 — «Поєдинок» — Гайнан
- 1958 — «Звіролови» — Дудін
- 1958 — «Олеко Дундіч» — епізод
- 1958 — «Важке щастя»
- 1959 — «Похмурий Вангур»
- 1959 — «Балада про солдата» — попутник Альоші
- 1960 — «Дама з собачкою»
- 1960 — «Хліб і троянди»
- 1961 — «Відрядження»
- 1961 — «Будні і свята»
- 1961 — «Любушка»
- 1961 — «Чортова дюжина» — Михайло
- 1962 — «Закон Антарктиди»
- 1962 — «Здрастуй, Гнате!»
- 1963 — «Зустріч на переправі»
- 1964 — «Невигадана історія» — Михайло
- 1964 — «Батько солдата»
- 1964 — «Ласкаво просимо, або Стороннім вхід заборонено»)немає в титрах)
- 1965 — «Часе, вперед!» — Загіров
- 1965 — «Над нами Південний хрест»
- 1965 — «Аварія» — слідчий районної прокуратури
- 1966 — «Айболить-66» — розбійник
- 1966 — «Маленький утікач» — пацієнт в лікарні
- 1967 — «Відплата»
- 1968 — «По Русі»
- 1968 — «Щит і меч» — курсант «Шаман»
- 1968 — «Золоте теля» — студент у поїзді
- 1968 — «Далеко на заході» — Мурад
- 1969 — «Потрійна перевірка»
- 1970 — «Місія в Кабулі» — Юсуф
- 1971 — «12 стільців» — шахіст
- 1971 — «Джентльмени удачі» — Василь Алібабайович
- 1972 — «Петро Рябінкін»
- 1973 — «Невиправний брехун» — поливальник
- 1973 — «Будні карного розшуку» — Муратов
- 1974 — «Нейлон 100 %»
- 1974 — «Совість» — Рахімов
- 1975 — «Зникла експедиція» — Ахмет
- 1975 — «Не може бути!» — міліціонер
- 1975 — «Довгі версти війни» — Закиров
- 1975 — «Афоня» — Мурат Рахімов
- 1976 — «Золота річка» — Ахметка
- 1977 — «Сідай поруч, Мішка!»
- 1978 — «Право першого підпису »
- 1979 — «Повернення почуттів»
- 1979 — «Поїздка через місто» — Дорожній майстер
- 1979 — «Маленькі трагедії» — епізод
- 1979 — «Викрадення „Савойї“» — Ганс
- 1980 — «Громадянин Льошка»

«Дорожня пригода»
- 1980 — «Вечірній лабіринт» — вантажник
- 1981 — «Дивись в обидва!» — Закір
- 1981 — «Капелюх»
- 1981 — «Рішад — онук Зіфи»
- 1981 — «Брелок з секретом» — людина в тюбетейці
- 1983 — «Вічний поклик» — Магомедов
- 1984 — «Гостя з майбутнього» — гросмейстер (сюжет вирізаний)
- 1985 — «Законний шлюб» — міліціонер у відділку
- 1986 — «Кохай мене, як я тебе» — східна людина
- 1986 — «Сім криків в океані» — стюард
- 1987 — «Крейцерова соната» — кондуктор

### Озвучування
- 1973 — Земля Саннікова — озвучування ролі старого мешканця крайньої півночі, який віз експедицію на собачій упряжці
- 1975 — Перша ластівка — озвучування ролі Чічіко